# Kondensationslokomotive

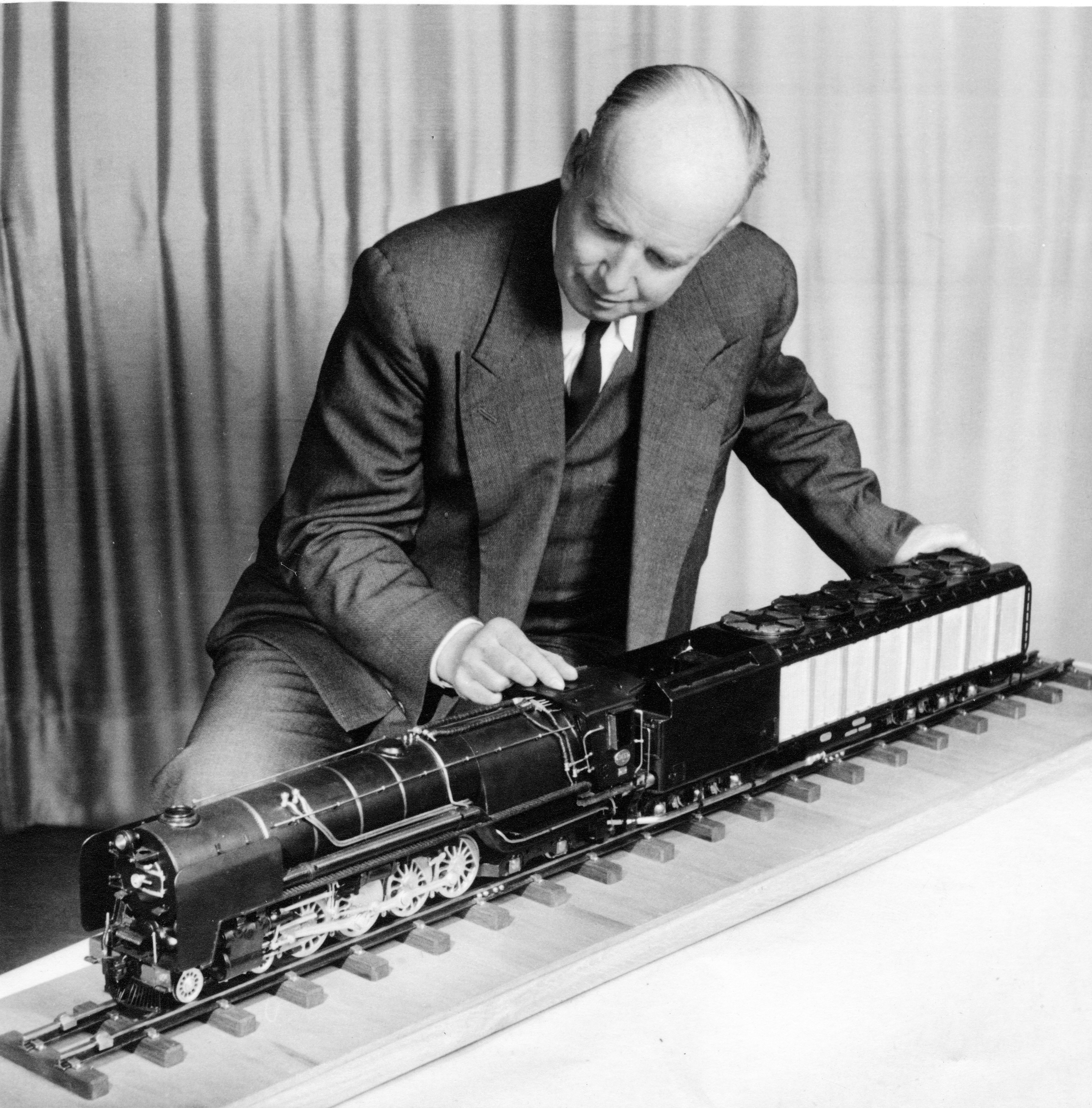
Richard Roosen mit einem Modell der Kondenslok Klasse 25 der SAR, 1953

Kondensationslokomotiven sind eine spezielle Bauart der Dampflokomotive.
Die Wirtschaftlichkeit von Dampflokomotiven leidet in hohem Maße unter der großen Energiemenge, die benötigt wird, um das Kesselspeisewasser überhaupt erst zu verdampfen. Diese Energie und das Wasser sind für den Betrieb verloren, wenn der Dampf aus dem Schlot ausgestoßen wird. Daraus ergab sich schon früh die Idee zur Wiedergewinnung aus der Abdampf-Kondensation.

## Technik der Abdampfkondensation
Bereits 1854 leitete man bei Lokomotiven nach dem System Kirchweger einen Teil des Zylinderabdampfes in die Wasserkästen, um so das Speisewasser vorzuwärmen. Um 1890 verbesserte man das System, indem man den Abdampf erst durch mit Kühlrippen besetzte Röhren schickte. Dieser Kondensator war auf dem Dach der Lokomotive angebracht. Diese sogenannten Dummylokomotiven wurden besonders in Amerika im innerörtlichen Trambahn-Verkehr eingesetzt, aber auch in Großbritannien, Deutschland und Russland wurden viele Lokomotiven dieses Typs gebaut.
Prinzipiell wurde also der Abdampf durch Röhrensysteme im Fahrzeug geleitet, in denen der Dampf durch Kühlung wieder zu Wasser kondensierte und in die Vorratsbehälter zurückgeleitet wurde. Die Röhrensysteme waren teils mit Kühllamellen ausgestattet und lagen im Fahrtwind, um den Kühleffekt und damit die Kondensation zu erhöhen. Baulich besonders günstig war die reihenweise und parallele Anordnung der Kühlröhren an den langen flachen Wänden der Lokomotiv-Tender, die dazu teilweise besonders lang gebaut wurden.
Nach dem späteren System von Henschel & Sohn konnte bis zu 95 % des Kesselspeisewassers zurückgewonnen werden. Das Destillat war von großer Reinheit und minderte erheblich die Verkalkung des Kessels, die sogenannte Kesselsteinbildung. Außerdem konnten die Maschinen größere Strecken, je nach Lokomotivtyp und Einsatzort bis zu 1200 km, fahren, ohne Speisewasser nachfassen zu müssen. Ein weiterer Vorteil war, dass das Kesselspeisewasser durch die Wärme aus dem Abdampf bis fast auf 100 °C vorgewärmt und dadurch weniger Energie benötigt wurde, um das Wasser im Kessel zum Verdampfen zu bringen.
Bei den einzelnen, versuchsweise gebauten Lokomotiven mit Turbinenantrieb statt der Kolbendampfmaschine wurde durch die mit der Abdampfkondensation verbundene Dampfkühlung am Dampfauslass der Turbine ein Unterdruck erzeugt, der die Leistung der Turbine steigerte.
Bei konventionellen Lokomotiven wird der Zylinderabdampf durch das Blasrohr in die Rauchkammer entlassen, er reißt dabei auf dem Weg zum Schlot die Rauchgase aus der Feuerbüchse mit und erzeugt zugleich den typischen Auspuffschlag der Dampflokomotive. Bei der Kondenslokomotive ersetzte man das Blasrohr durch eine vom Abdampf angetriebene Turbine mit Lüfterflügeln, die die Rauchgase ansaugte und für die Feueranfachung sorgte. Deshalb ist bei der Kondenslok zudem kein Auspuffschlag zu hören. Der Abdampf wird so ohne Aschenteile in die Kondensatoren geführt. Es muss jedoch das im Zylinderabdampf enthaltene Öl mit Ölabscheidern abgefangen werden. Über zwei Stufen kann das Kondensat so gut entölt werden, dass es nur noch 2 bis 5 Promille Öl enthält. Bei entsprechender Wartung der Loks kann dieser Wert über den gesamten Betriebseinsatz aufrechterhalten werden. Das Kesselwasser neigte dennoch zum Aufschäumen, weil sich das Heißdampföl nicht restlos aus dem Wasser abscheiden lässt und in dem weitgehend geschlossenen Kreislauf immer mehr anreichert, wenn die Wartung der Lokomotiven vernachlässigt wird.
Durch die Vorwärmung und Kondensation sinkt der Wasserverbrauch um 90–95 %, und die Brennstoffersparnis beträgt etwa 10 %. Beim Vergleich einer normalen Dampflokomotive mit einer Lok mit Abdampfkondensation ergibt sich kein nennenswerter Leistungsverlust durch zusätzlich angetriebene Aggregate wie Lüfter- und Saugzugturbinen. Die Betriebskosten werden wegen der zu wartenden zusätzlichen Baugruppen jedoch etwa doppelt so hoch, so dass der Einsatz nur auf Strecken mit Wasserversorgungsmangel sinnvoll war.

## Anwendungen

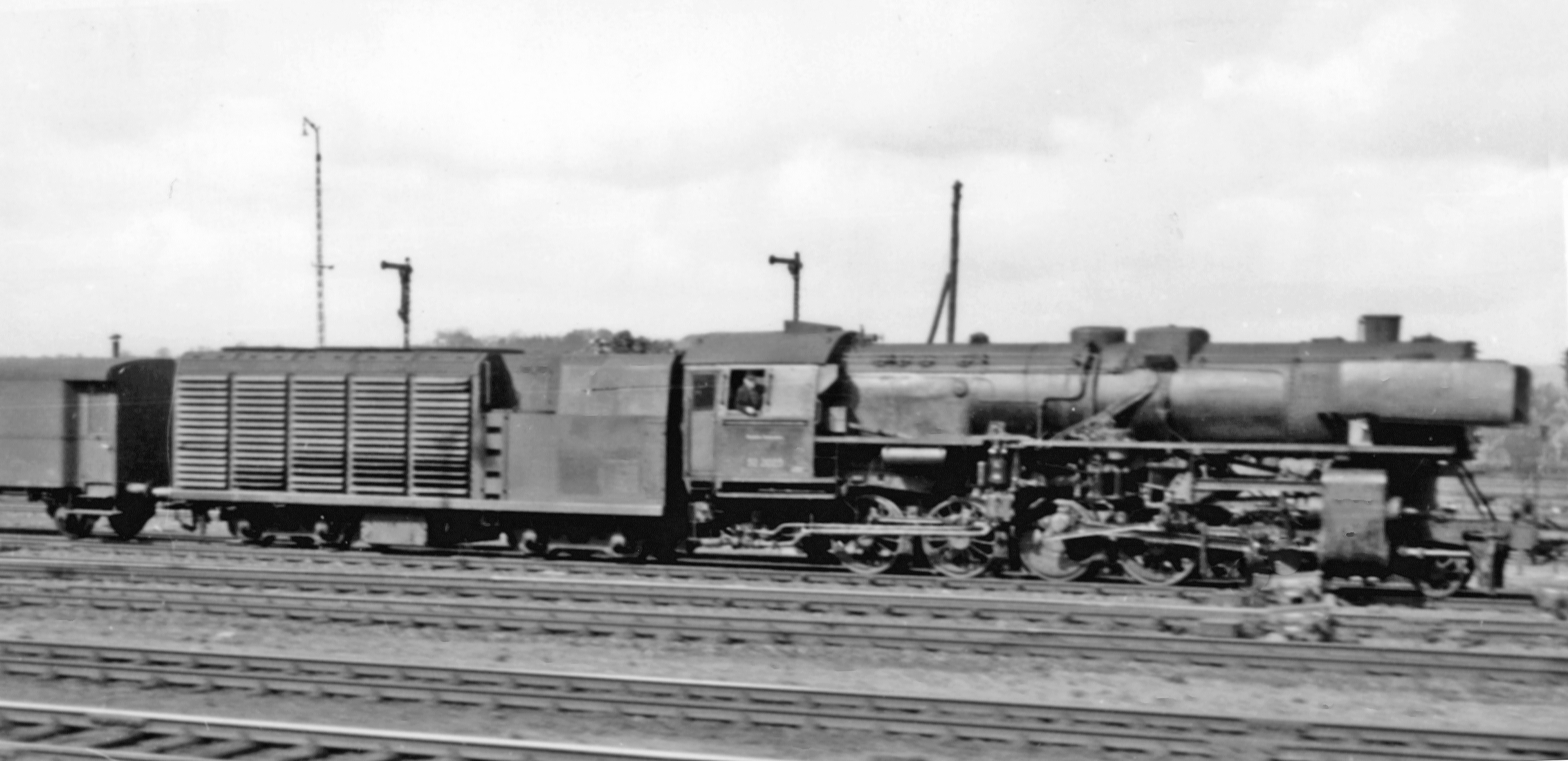
Lokomotive der Baureihe 52 mit Kondenstender in Altenbeken, 1953

Insgesamt sind einschließlich Dampfturbinenlokomotive mehr als 50 Lokomotivtypen mit Abdampfkondensation bekannt:
- Für die Sudan Military Railway wurden spezielle Kondensatwagen entwickelt, die Betriebsstoffe aber weiterhin auf der Lok mitgeführt, da diese auch ohne den Kondensatwagen gefahren werden konnte.
- Ein Nebeneffekt der Kondensation war die Verminderung des Abdampfs, was bei Tunnelfahrten und in Stadtgebieten von Vorteil war. So setzte die Londoner Metropolitan Railway ab 1863 auf ihren ersten Strecken Lokomotiven mit Kondensationseinrichtung ein, um dort die Rauchbelästigung der Passagiere zu minimieren. Die District Railway, die 1868 als zweite innerstädtische Tunnelbahn in London ihren Betrieb aufnahm, folgte diesem Vorbild. Ähnliche Maschinen waren auch in anderen englischen Städten im Einsatz. Für die ebenfalls über längere Tunnelabschnitte verfügende Wiener Stadtbahn wurde versuchsweise eine Lokomotive der Reihe 30 mit Kondensationseinrichtung ausgerüstet, was sich jedoch nicht bewährte.
- Ein weiterer Nebeneffekt war, dass Lokomotiven mit Kondensationseinrichtung im Krieg, insbesondere bei kalter Witterung, wegen der geringeren Abdampffahne von Tieffliegern weniger gut entdeckt werden konnten.
- In den 1920er Jahren wurden Dampflokomotiven mit Turbinenantrieb erprobt, so etwa die deutschen Lokomotiven T18 1001, T18 1002 (beide nach System Zoelly, Schweiz), T38 3225 (mit einer Ljungströmturbine) bzw. ähnliche Lokomotiven in den USA, in der Schweiz, in Schweden und in Großbritannien. Um den Wirkungsgrad der Turbine und damit auch die Leistung zu verbessern, musste der Druckunterschied vor und hinter der Turbine möglichst groß eingerichtet werden, was durch eine Abdampfkondensation herbeigeführt werden konnte. Beim Turbinenantrieb reißt der Dampf vorteilhafterweise kein Öl mit, da keine dampfberührten Teile vorhanden sind, die geschmiert werden müssen.
- In den 1930er Jahren lieferte Henschel erstmals Henschel-Patent-Kondenslokomotiven nach Argentinien, in die Sowjetunion und in den Irak; später bauten russische Lokomotivfabriken über 1400 Lokomotiven nach dieser Technologie.[1]

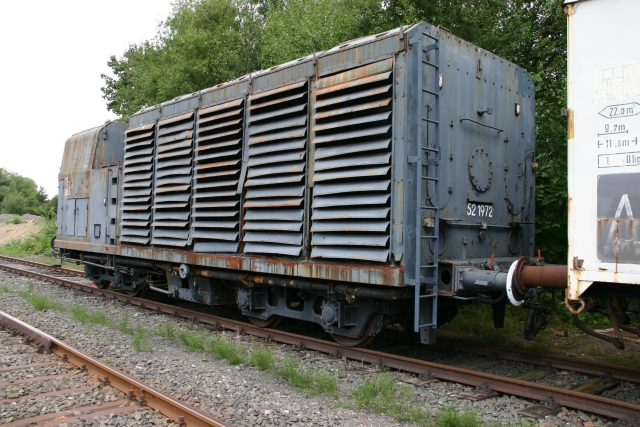
Kondenstender 52 1972 im DDM in Neuenmarkt

- In der ersten Hälfte der 1940er Jahre wurden in großem Umfang Lokomotiven der Baureihe 52 der Deutschen Reichsbahn mit Kondenstendern der Typen 3’2’ T16 Kon (128) oder 2’2’ T13,5 Kon (41) ausgerüstet. Sie wurden zunächst in Kriegsgebieten östlich Deutschlands eingesetzt, später auch in Nordfrankreich und Belgien. Sie fielen wegen der fehlenden Dampffahne den Besatzungen feindlicher Flugzeuge nicht so leicht ins Auge und konnten auch in Gebieten eingesetzt werden, wo durch Zerstörungen keine Infrastruktur zur Aufnahme von Speisewasser mehr zur Verfügung stand. Nach dem Krieg waren einige Maschinen der Baureihe 52 kon im Bahnbetriebswerk Mainz-Bischofsheim stationiert. 1950 waren es 16 Lokomotiven mit den Nummern 1853, 1862, 1907, 1919, 1935, 1941, 1957, 1987, 1997, 2001, 2005, 2013, 2014, 2015, 2017, 2020, 2021, 2022 und 2024; weitere Maschinen waren in Kirchweyhe, Duisburg-Wedau, Rosenheim, München-Ost und -Hbf und Nördlingen stationiert, wurden aber bis Mitte 1954 abgestellt. Auf dem Gebiet der späteren DDR verblieben 25 Maschinen, die im Raum Cottbus eingesetzt und unter Beibehaltung ihrer Betriebsnummer in die Normalausführung umgebaut wurden. In Deutschland ist der Tender der 52 1972 erhalten geblieben,[2] jedoch keine dazu passende Lokomotive. Die 52 2006 wurde 1945 in die USA transportiert. Sie kam in die Heeres-Transportschule Fort Eustis und diente dort als Forschungsobjekt. 1952 wurde sie verschrottet.[3]

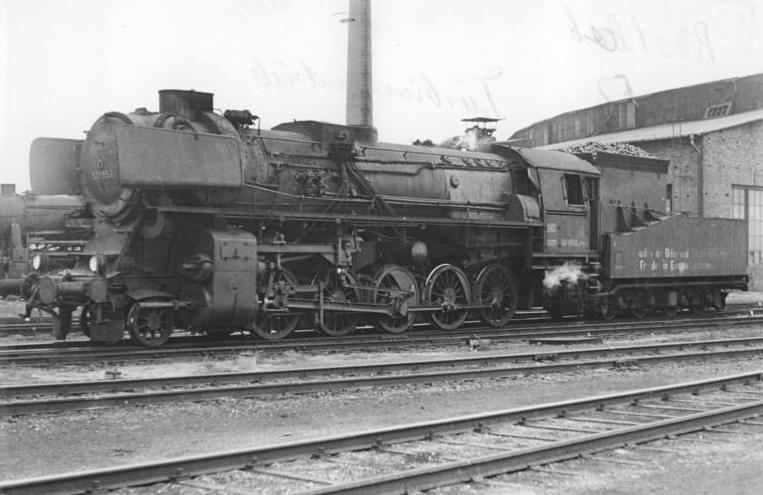
Rückgebaute 52 Kon bei der DR, die Saugzugturbine ist erkennbar

- Die South African Railway – Klasse 25 fuhr auf den langen Strecken durch die Karoo-Wüste, wo die Reduzierung des Wasserverbrauchs von großer Bedeutung war. Diese Kondenslokomotiven waren bis etwa 1978 im Einsatz. Danach wurden sie durch Diesel- und Elektrolokomotiven auf kurzen Strecken verdrängt und im dortigen Betrieb wegen der hohen Betriebskosten (bis auf zwei noch heute erhaltene Exemplare) zur Normalausführung 25 NC (non condensing) zurückgebaut. Aus den sechsachsigen Kondenstendern entstanden dabei konventionelle Tender mit sehr großem Wassertank, an denen die umgebauten Lokomotiven von den von vorneherein als 25 NC gelieferten Exemplaren unterschieden werden konnten. Eine der beiden erhaltenen Kondenslokomotiven, die Nr. 3511, war zuletzt im Jahr 1992 im Einsatz. Der Klasse 25 ging eine Probelokomotive der Klasse 20 voraus, und auch die Rhodesian Railways erprobte eine Lokomotive.

Unter den Baugrößen- und Gewichtsbeschränkungen sowie belastet durch die spezifischen Vibrationen im Eisenbahnbetrieb überstiegen die Unterhaltskosten erheblich die Ersparnis durch den geminderten Brennstoffeinsatz. Lediglich auf Strecken mit Wasserversorgungsmangel sowie im Kriegseinsatz in der Sowjetunion u. a. durch die Tarnung von Zügen durch Abdampfvermeidung überwogen die Vorteile.